# Бурыгинская
Бурыгинская — деревня в Вилегодском муниципальном округе Архангельской области.

## География
Находится в юго-восточной части Архангельской области на расстоянии приблизительно 10 км на запад-северо-запад по прямой от административного центра района села Ильинско-Подомское в левобережной части района.

## История
Была отмечена уже только на карте 1984 года. До 2020 года входила в состав Ильинского сельского поселения до его упразднения.

## Население
Численность населения: 3 человека (русские 100 %) в 2002 году, 0 в 2010.